# آكيو ياشيرو
آكيو ياشيرو (باليابانية: 矢代秋雄؛ بالكانا: やしろ あきお) هو معلم موسيقى وملحن ياباني، ولد في 10 سبتمبر 1929 في طوكيو في اليابان، وتوفي في 9 أبريل 1976 في يوكوهاما في اليابان.

## وصلات خارجية
- آكيو ياشيرو على موقع IMDb (الإنجليزية)
- آكيو ياشيرو على موقع ميوزك برينز (الإنجليزية)
- آكيو ياشيرو على موقع ديسكوغز (الإنجليزية)